# Diadelia congoana
Diadelia congoana là một loài bọ cánh cứng trong họ Cerambycidae.